# Nod rutier

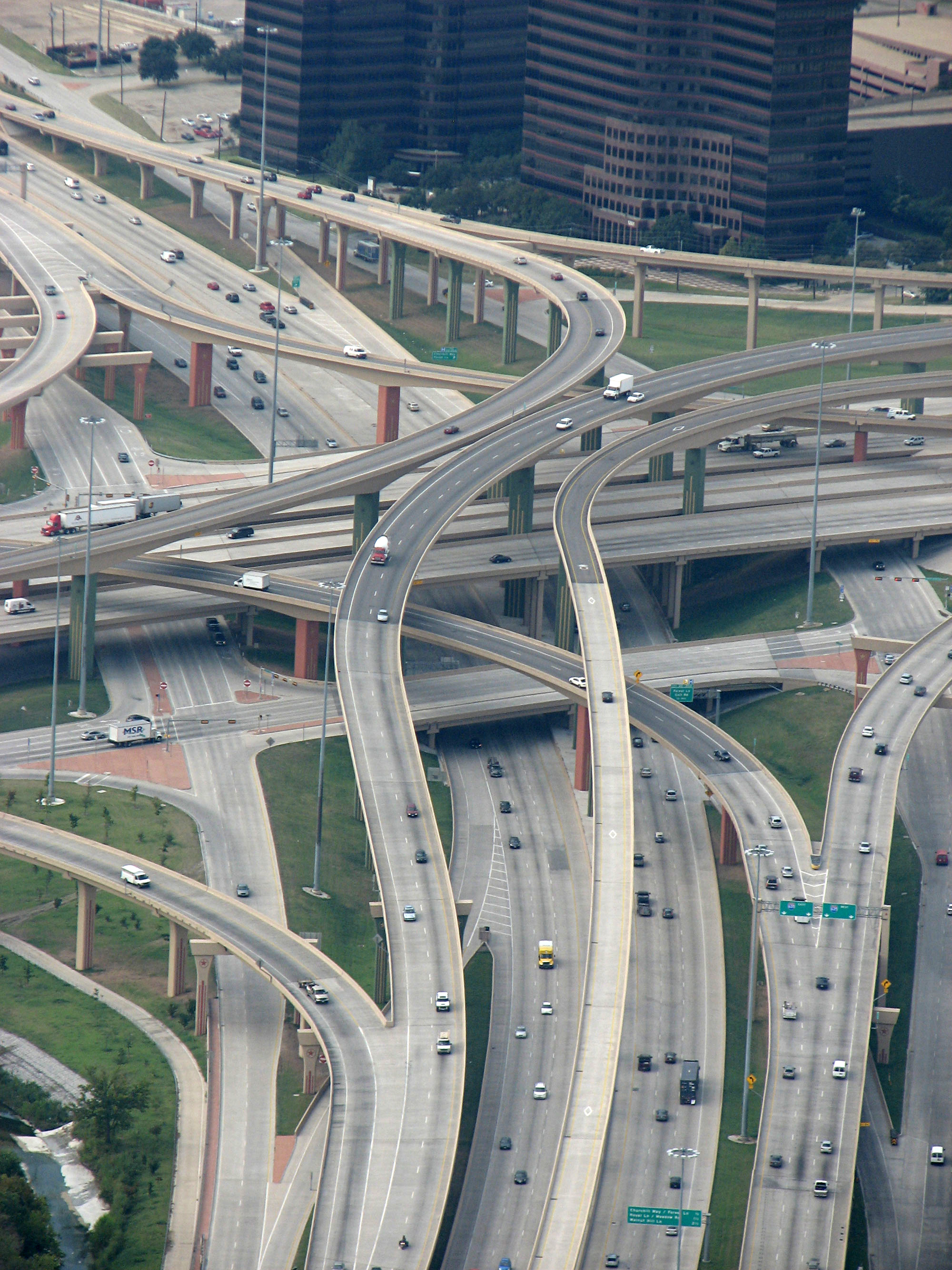
Nodul rutier High Five din Dallas, Texas, Statele Unite

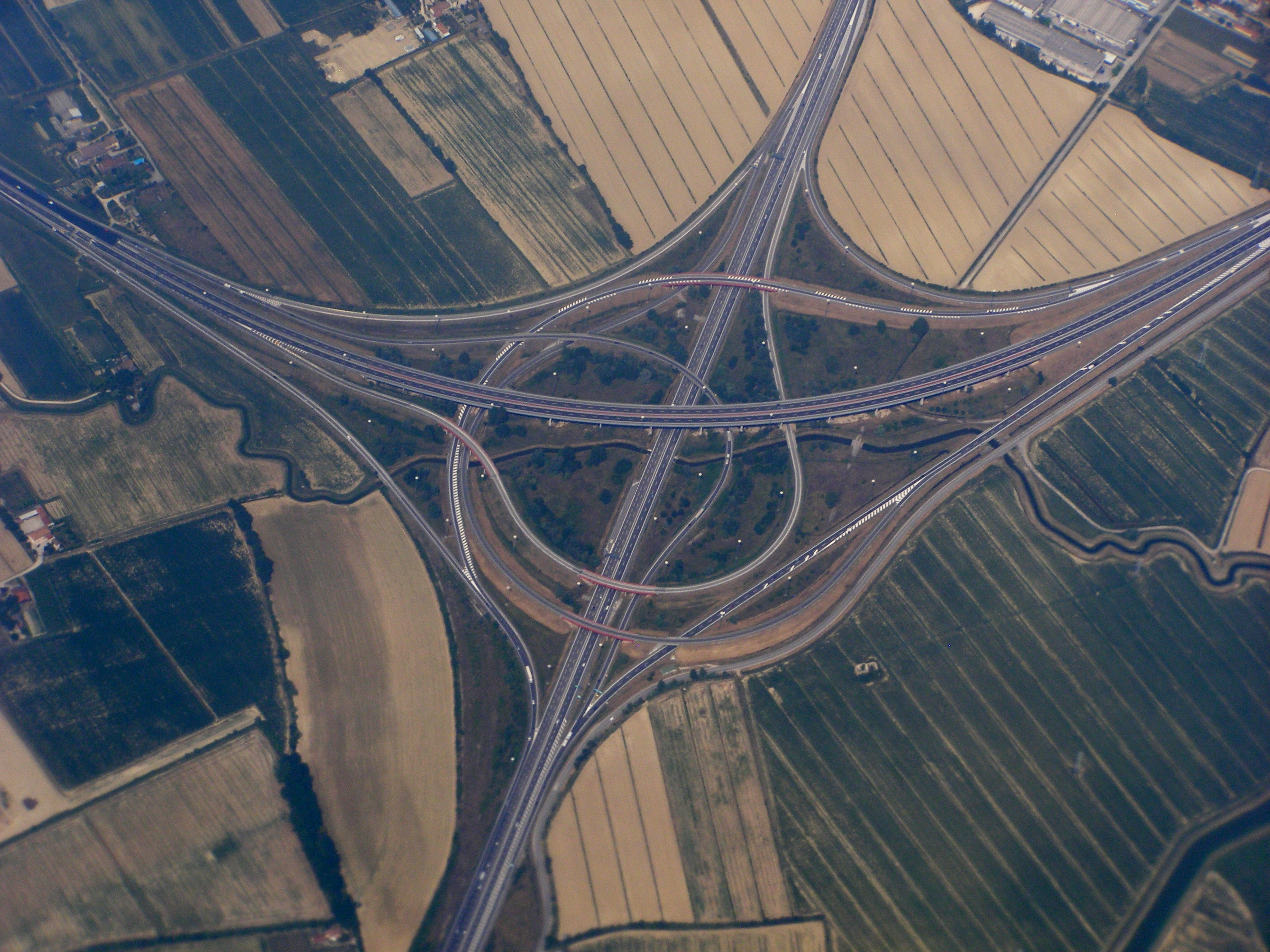
Nod rutier în Polonia

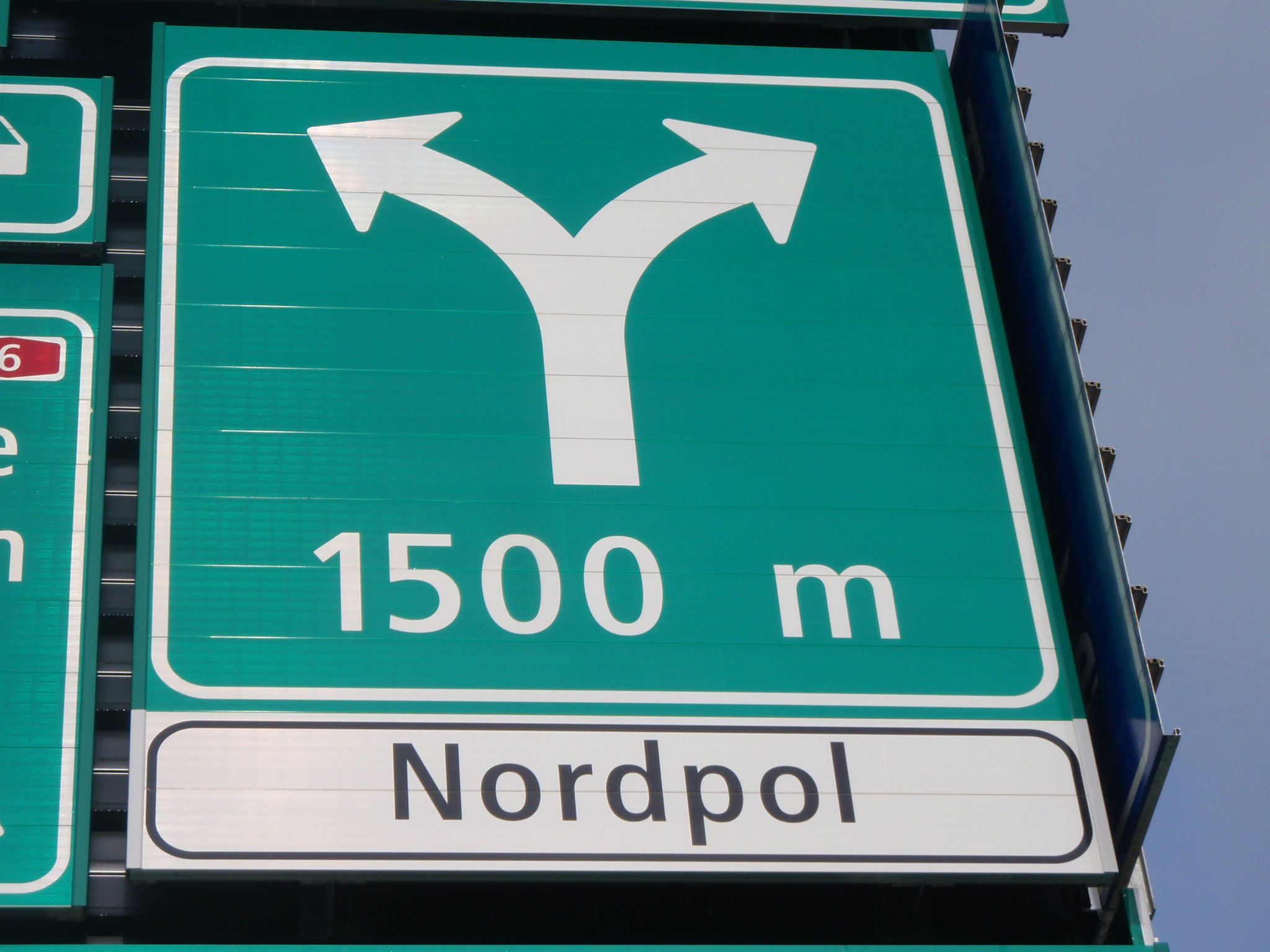
Indicator rutier oficial al unui nod de autostradă din trei artere în Elveția (bifurcație)

Intersecție tip frunză de trifoi

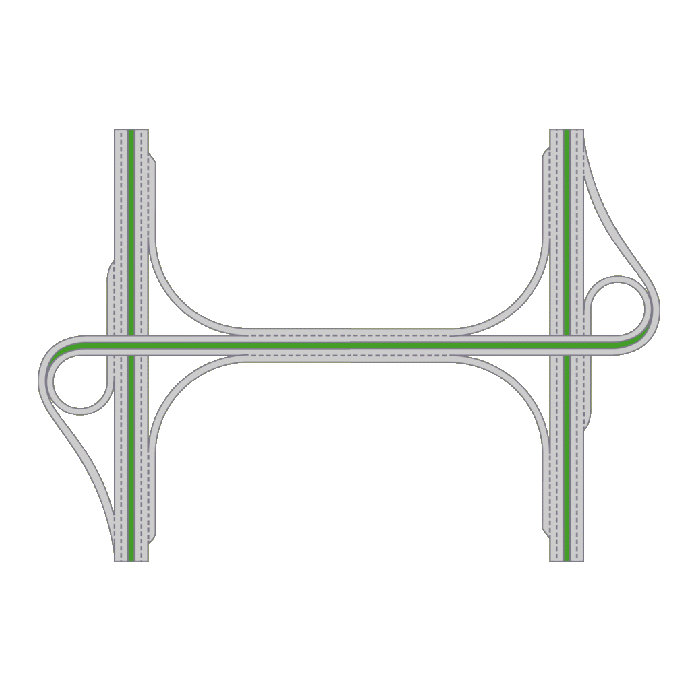
Intersecție de tip trompetă dublă

Nod rutier este un loc de întâlnire sau punct de plecare al mai multor șosele importante, având direcții diferite.
Un triunghi de autostrăzi este un nod de trafic rutier unde se întâlnesc trei artere, nu la aceeași înălțime (cu un pod sau un tunel), unde o autostradă se unește cu alta. Germania este singura țară care folosește această denumire (în germană Autobahndreieck) dar folosindu-se simbolul .

În Elveția o astfel de situație este tratată ca o bifurcație (simbol ) iar în Austria ca nod rutier.